# Lateral
En lateral är inom fonetiken en konsonant som bildas genom att luften strömmar fram på båda sidor om tungan.  Termen är besläktad med adjektivet lateral som är en anatomisk term för läge, ett läge bort från kroppens symmetriplan.
För olika typer av laterala konsonanter, se
- Lateral approximant
- Lateral frikativa
- Laterala klickljud, finns bland annat i xhosa.